# Дванадцять статей
«Дванадцять статей» (нім. Zwölf Artikel) були частиною вимог селян Швабської ліги під час Селянської війни в Німеччині 1525 року. Вони вважаються першим документальним викладом прав людини і громадянських свобод у континентальній Європі з часів Римської імперії. Збори, що проходили в процесі їх написання, вважаються першими представницькими зборами на німецькій території. У програмі висувалися вимоги скасування особистої залежності селян і десятини, повернення у спільне користування селян раніше експропрійованих земель, зменшення оброку й панщини, покарання селян мали відбуватися за рішенням суду, священника для кожного села обирала сільська громада.